# Gornau/Erzgeb.
Gornau/Erzgeb. est une commune de Saxe (Allemagne), située dans l'arrondissement des Monts-Métallifères, dans le district de Chemnitz.